# ゴッドスピード・ユー!・ブラック・エンペラー

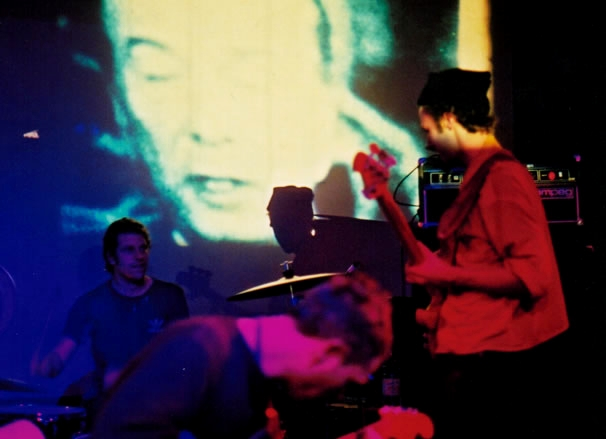
ゴッドスピード・ユー!・ブラック・エンペラー（2000年）

ゴッドスピード・ユー!・ブラック・エンペラー (Godspeed You! Black Emperor) は、カナダのポストロック・バンド。2003年に活動を休止したが、2010年に活動を再開している。

## 来歴
1994年、カナダのモントリオールでエフリム・メナックとマウロ・ペッツェントの2人によって結成される。バンド名は1976年に公開された日本映画『ゴッド・スピード・ユー! BLACK EMPEROR』から採られた。
1997年、ファースト・アルバム『f#a#∞』をリリース。
1999年、EP『スロウ・ライオット・フォー・ニュー・ゼロ・カナダ』をリリース。
2000年、セカンド・アルバム『リフト・ユア・スキニー・フィスツ・ライク・アンテナズ・トゥ・ヘヴン!』をリリース。
2002年、サード・アルバム『ヤンキー・UXO』をリリース。
2003年、活動休止。2010年12月、イギリスでのライブから活動を再開する。
2012年10月1日、アルバム『アレルヤー! ドント・ベンド! アセンド!』をリリース。
2015年3月31日、アルバム『アサンダー、スウィート・アンド・アザー・ディストレス』をリリース。
2017年9月22日、アルバム『ルシフェリアン・タワーズ』をリリース。

## ディスコグラフィ

### スタジオ・アルバム
- 『f#a#∞』 - F♯ A♯ ∞ (1997年)
- 『リフト・ユア・スキニー・フィスツ・ライク・アンテナズ・トゥ・ヘヴン!』 - Lift Your Skinny Fists Like Antennas to Heaven (2000年)
- 『ヤンキー・UXO』 - Yanqui U.X.O. (2002年)
- 『アレルヤー! ドント・ベンド! アセンド!』 - 'Allelujah! Don't Bend! Ascend! (2012年)[7]
- 『アサンダー、スウィート・アンド・アザー・ディストレス』 - Asunder, Sweet and Other Distress (2015年)
- 『ルシフェリアン・タワーズ』 - Luciferian Towers (2017年)
- 『ゴッズ・ピー・アット・ステイトズ・エンド!』 - G_d's Pee at State's End! (2021年)
- No Title as of 13 February 2024 28,340 Dead (2024年)

### EP
- 『スロウ・ライオット・フォー・ニュー・ゼロ・カナダ』 - Slow Riot for New Zerø Kanada (1999年)